# Kněžský seminář v Litoměřicích
Kněžský seminář v Litoměřicích (nazývaný též Alumnát litoměřický, Biskupský kněžský seminář, Bohoslovecký seminář Litoměřice apod.) byl ústavem katolické církve pro přípravu budoucích kněží se sídlem v Litoměřicích. Historie tohoto ústavu se odbývala v několika etapách a seminář v Litoměřicích sídlil na několika místech.

## Historie

### Od začátku 18. století do roku 1738
Nejprve byl, podle nařízení tridentského koncilu, zřízen v litoměřické konzistoriální budově na Dómském náměstí čp. 9 z podnětu papeže Klementa XI. bulou zaslanou třetímu biskupovi litoměřickému, hraběti Königseggovi (1716–1720).

### Období v letech 1738–1783
Svatá kongregace pro šíření víry (lat. Sacra congregatio de propaganda fide) doručila roku 1734 biskupu Mořicovi, vévodovi saskému (1734–1759), obnos 10 000 zlatých pro novostavbu alumnátu. Právně tento kněžský seminář zřídil až v roce 1738 generální vikář litoměřické diecéze Friedrich Ignaz Reintsch.
Vlastní stavba semináře byla sice v roce 1741 dokončena, ale svému účelu začala sloužit až v roce 1755. 
Stanovy alumnátu předpisují, aby se přijímali jen kandidáti podle předpisů tridentského koncilu způsobilí, a aby se jurisdikce nikomu neudílela, kdo by nebyl, po výchově v tomto ústavu, uznán za schopného. Ustavující listina předepisuje, aby biskup zvolil některého ze starších kanovníků litoměřické kapituly jako ředitele (lat. director studiorum) a inspektora (lat. inspektor) alumnátu. Jim pak byla předána agenda dosavadního ředitele (rektor) semináře. Dále se v ustavující listině mluví o instructores. Tito instruktoři, ustanovení biskupem, mají být: muži osvědčení, učení a zbožní (lat. viri probi, docti et pii).
Pro kandidáty se předepisuje, aby byli již vysvěceni na kněze. Dále se předepisuje, aby měli dobré vysvědčení z dokončených teologických studiích na pražské univerzitě, a také se prokázali osvědčením ze zkoušky z katechetiky. Tento předpis je totožný s nařízením královny Marie Terezie z roku 1753. Stanovy připouštěly, aby byli přijímání též minorité, subdiakoni a diakoni.
Domácí řád obsahuje následující tituly: 
- de inspectore et curam hujus collegii habente
- de alumnorum probitate et moribus
- de doctrina et studio

Denní řád obsahoval povinnost alumnů zastávat úřad vikaristů v katedrálním chrámě, kde recitovali hodinky a měli zpívanou mši („missa matura“) nebo mši konventní („conventualis“).
Na začátku byli vikaristé jen tři, ale biskup nařizoval, aby byl jejich počet doplněn do dvanácti a jejich dotace byla zvýšena příspěvky beneficiátů. Rovněž následující biskup, hrabě Valdštejn (1760–1789), se o ústav pečlivě staral. Od papeže Klementa XIII. obdržel (1765) 20 000 rýnských k zakládání far a k založení semináře pro kleriky. Obnos byl rozdělen k obojímu účelu na stejné díly. Tak byla vytvořena u biskupské konzistoře „cassa parochorum“ (farářská pokladna). Roku 1778 zaplatila pokladna semináře (tzv. „semenářská kassa“) „při vpádu nepřátelských Prusů“ částku 1833 zlatých výpalného.

### V letech 1783–1790

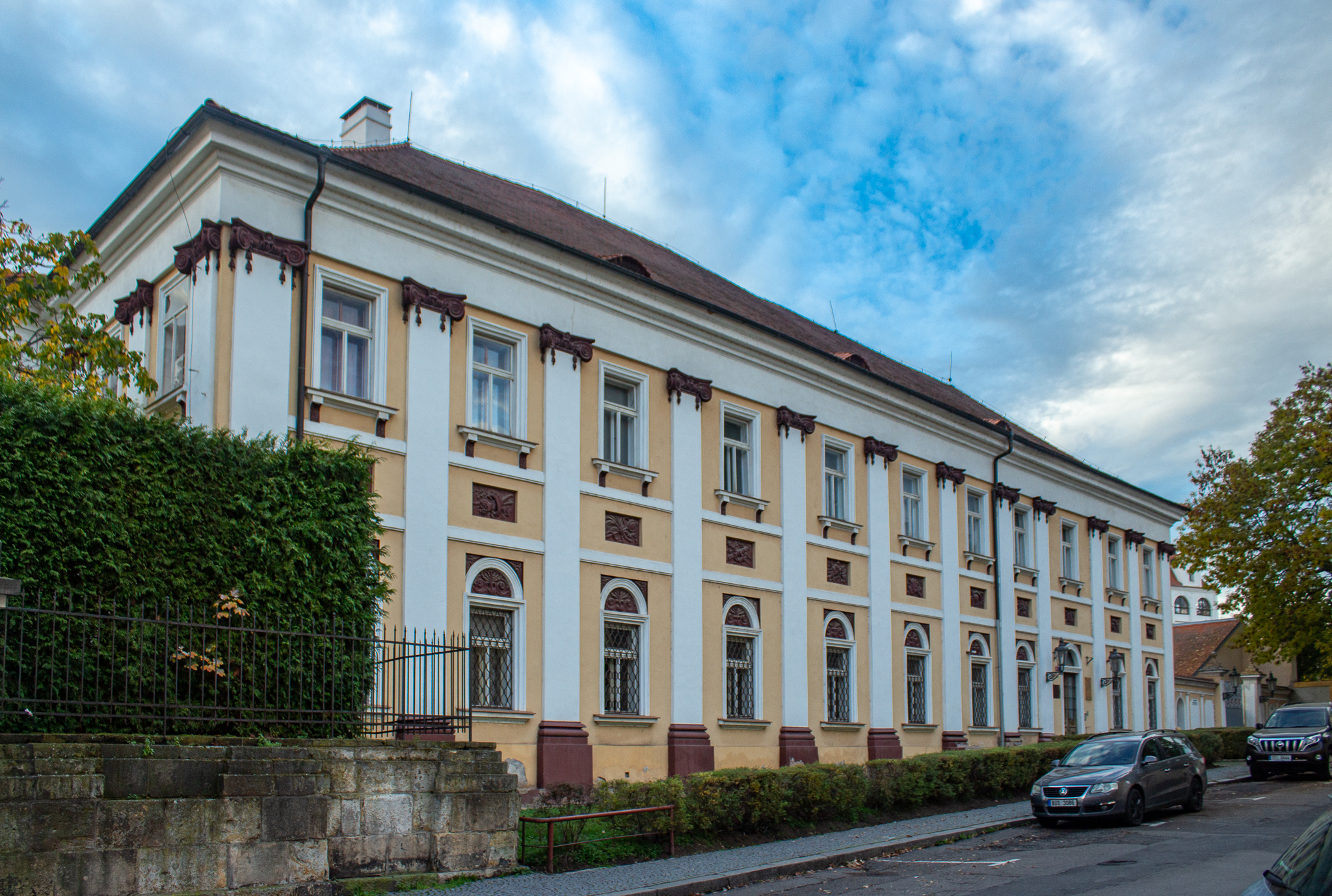
Budova litoměřického dominikánského kláštera v Krajské ulici 1, používaná do roku 1810 jako seminář, dnes Státní oblastní archiv v Litoměřicích

Dvorním dekretem ze dne 30. března 1783 bylo nařízeno, aby veškeré biskupské ústavy jednotlivých diecézí ustoupily generálním seminářům. Následkem toho měl být, podle dvorního dekretu z roku 1788, i v Litoměřicích zřízen jen ústav, kde by vysvěcení kandidáti dokončili svou výchovu pro propuštění z pražského generálního semináře. Tito kandidáti měli vykonávat v Litoměřicích a v okolí duchovní správu a zdokonalováním se v bohoslužebném ritu v litoměřické katedrále, se měli na kněžský úřad lépe připravit. Pro tento účel však nedostačovala budova konzistoře, proto bylo navrženo a vládou schváleno, použít zrušený litoměřický dominikánský klášter v dnešní Krajské ulici čp. 1. V budově bývalého dominikánského kláštera a pozdějšího tzv. kněžského domu byli bohoslovci až do roku 1810, kdy jej definitivně opustili. Pro seminář se využíval také jezuitský kostel Zvěstování Panny Marie a přízemní místnosti jezuitské koleje. 
Stanovy i pro tento kněžský ústav (něm. Priesterhaus) mohl sice vydat biskup sám, bylo mu však dvorním dekretem 1. října 1787 připomenuto: Aby se pěstovala důkladná zbožnost a potlačováno bylo veškeré „pobožnůstkářství“, vštěpován pojem pravé ctnosti a přístup veškeré „mnišské askesi“ byl navždy znemožněn. Tato „připomenutí“ jako i celá studijní osnova mají známý ráz tehdejších nařízení: „in publico-ecclesiasticis“ (církevněpolitické reformy Josefa II.). Správa alumnátu dle těchto stanov, schválených zemskou vládou 23. dubna 1789, byla odevzdána generálnímu vikáři. Dozor na domácí řádem měl jako prefekt (lat. praefectus) jeden starší alumnus. Prvních dvacet alumnů bylo do ústavu uvedeno 7. července 1788. 
Chronologické záznamy následujících let, které udává „liber memorabilium domus presbyterialis Litomericensis“ (v archivu kapituly litoměřické), obsahují téměř výhradně jen seznamy otázek ukládaných alumnům před vysvěcením nebo před udělením jurisdikce. Zvláštní zmínka je o odchovanci pražského generálního semináře Josefu Jüstelovi, který byl v roce 1788 v Litoměřicích vysvěcen a stal se korepetitorem již zmíněného generálního semináře. Jedná se o pozdějšího státního radu (něm. Staats- und Konferenzrat) Jüstela, který věnováním svého domu v Litoměřicích pro školské účely též vymohl právo u zastupitelstva města roku 1788, aby alumnát užíval litoměřický jezuitský kostel a přízemní místnosti bývalé jezuitské koleje.

### V letech 1790–1950

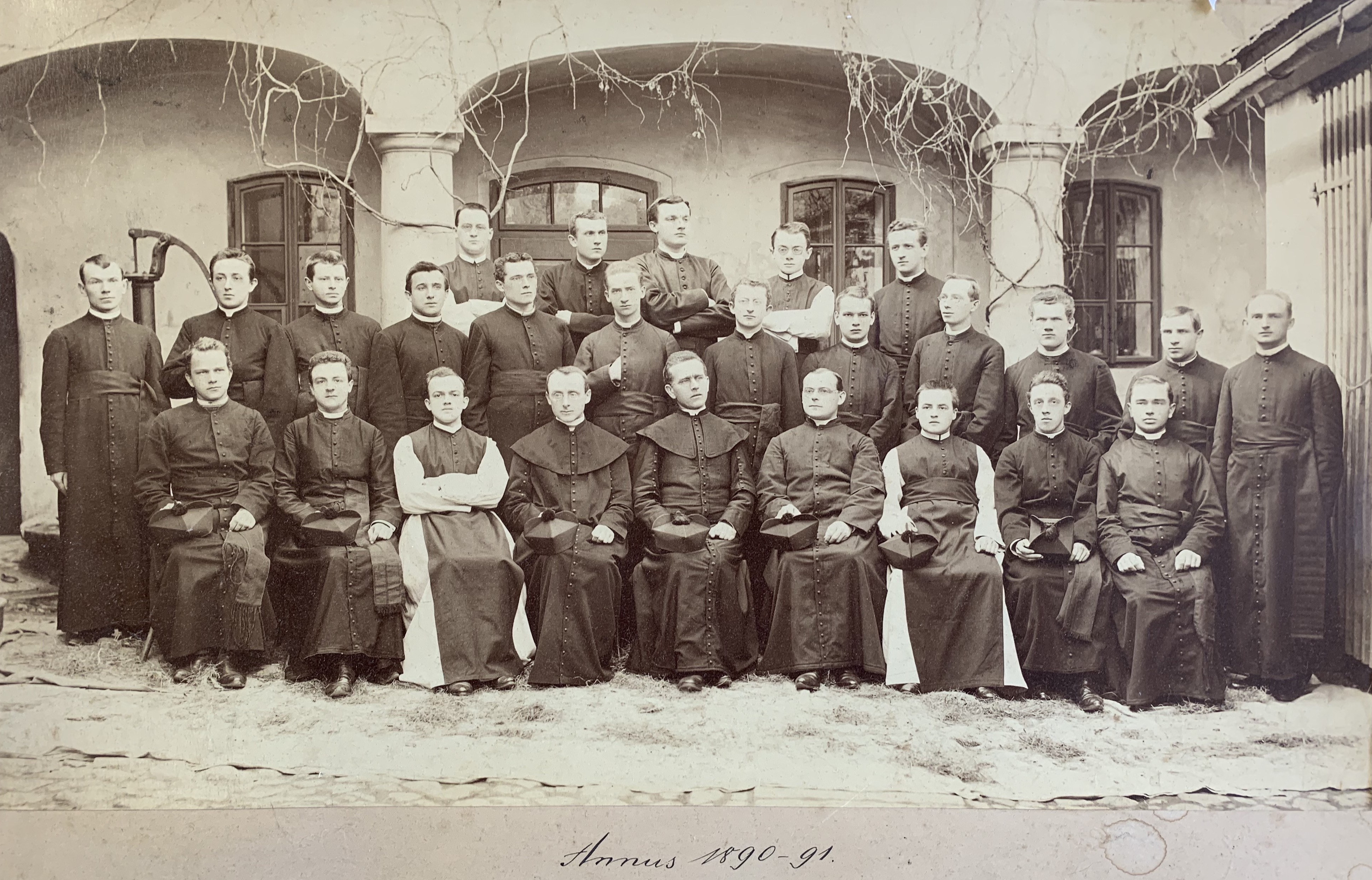
4. ročník litoměřického kněžského semináře v letech 1890–1891. Uprostřed dole sedí rektor František Kordač, po jeho pravici spirituál Josef Kovář

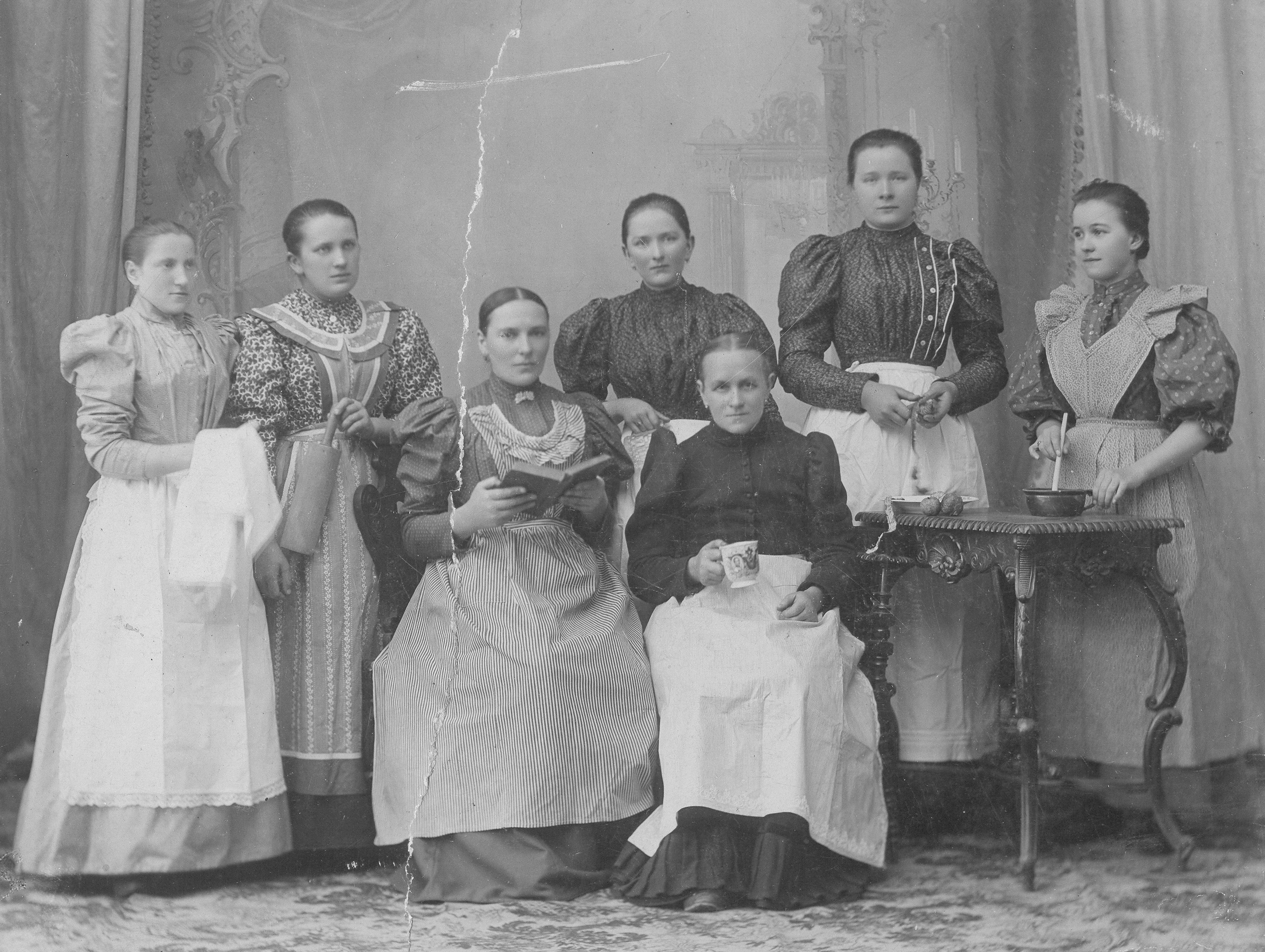
Kuchařky litoměřického kněžského semináře, fotografie pořízena okolo roku 1900 (druhá zleva Marie Nováková z Litoměřic, narozena v roce 1876)

Zrušením generálních seminářů v roce 1790 byl zrušen  v jednotlivých diecézích i tento jejich doplněk tzv. Kněžské domy (Priesterhäuser). Od té doby kandidáti kněžství studovali na pražské univerzitě na své útraty a podrobovali se zkoušce pro udělení jurisdikce v Litoměřicích. Podle dvorního dekretu císaře Františka z 25. března 1802 došlo i na litoměřický ordinariát vyzvání, aby sdělil, zdali tam má být zřízen diecézní seminář, jak je veliký seminární fond a příspěvek duchovenstva (tzv. seminaristicum). Na to odpověděl biskup Chlumčanský (1802–1815) obšírnou zprávou záporně. Odůvodňoval to velikými náklady, které by novostavba alumnátu vyžadovala, nedostatkem kněží, z nichž by se nová správa alumnátu měla utvořit a nutností rychlejšího doplnění v duchovní správě, než by se mohlo stát zřízením nového alumnátu. 
Proto požádal, aby se jeho kandidátům poskytla podpora pro tříleté teologické studium v Praze, a také aby v České Lípě a v Mělníce byla zřízena gymnázia. Vyhověno bylo jeho žádosti o podporu chudých. Přesto však v roce 1804 podal biskup Chlumčanský prosbu k císaři, aby litoměřičtí kandidáti kněžství byli z Prahy přeloženi do Litoměřic na tříleté studium. Dále, aby byla studia zkrácena na dva roky, aby byla dotace zvýšena z 80 na 120 zlatých pro úpravu poslucháren. Prosil též, aby každoroční sbírky na seminaristicum v částce 1144 zlatých 50 krejcarů byly biskupovi ponechány a třem profesorům po bylo poukázáno 600 zlatých. Byt a stravu měli alumni prozatím u zbožných křesťanských rodin po městě. Dekretem 17. července 1804 bylo vše povoleno. Profesoři měli na pražské univerzitě patřičně prokázat svou způsobilost. 
Dne 4. listopadu akademického roku 1804–1805 započala v Litoměřicích teologická studia. Byla rozdělena na tři roky podle tehdejšího všeobecného studijního plánu. Profesory ustanovoval biskup na základ konkurzu, který schválila pražská teologická fakulta v součinnosti s vídeňskou dvorní studijní komisí.
Ve školním roce 1805–1806 byl dům pro kněze upraven již tak, že v něm mohl poslední ročník být ubytován. S organizací ústavu jakožto biskupského semináře (lat. seminárium episcopale), v jehož čele byl rector (rektor) a praeses, a seminárním litoměřickým studiem (studium seminarii litomericensis) v čele s directorem a šesti profesory, se započalo již v roce 1806. Počet alumnů až do roku 1810 se pohybuje mezi 48 až 100, aniž by počtu jednoho sta kdy dosáhl. Od roku 1810 až do II. světové války sídlil alumnát v bývalé budově jezuitské koleje, do které byl umístěn dvorním dekretem z 30. ledna 1806.

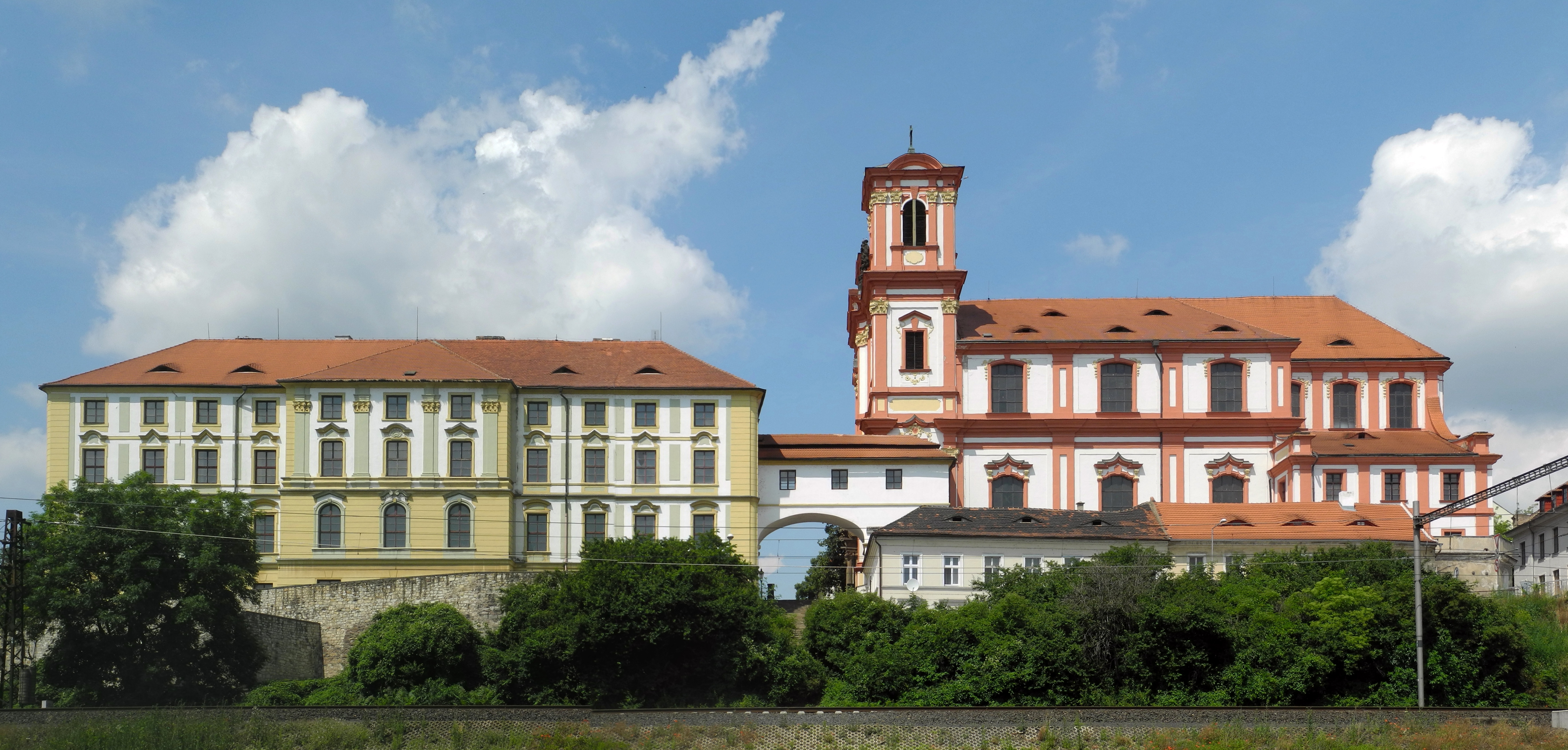
Budova bývalé jezuitské koleje s kostelem Zvěstování Panny Marie

#### Umístění
Umístění litoměřického alumnátu do budovy bývalé jezuitské koleje spojené krytým přemostěním s jezuitským kostelem bylo se jevilo jako nejvhodnější. Budova, která se mohutně vypíná řekou Labe byla postavena nákladem císaře Ferdinanda II. a odevzdána jezuitům. Po zrušení koleje v roce 1773 sloužila jako kasárny, poté byla předána litoměřickému biskupovi, který v ní zřídil kněžský alumnát. Dvorním dekretem z 24. října 1814 bylo zavedeno 4leté teologické studium. Křiklavé, církvi i státu škodlivé nedostatky dosavadního teologického studia, byly konečně pro naléhavé žádosti episkopátu v roce 1850 odstraněny. V roce 1856 byl společným usnesením rakouských biskupů ustanoven studijní řád, který platil až do rozpadu Rakouska-Uherska.

#### Studium
Podle pokynů encykliky Lva XIII. Aeterni Patris ze 4. srpna 1879 byly zavedeny přednášky scholastické filozofie, nejprve dvě hodiny týdne v I. ročníku, od 1890 tři hodiny v I. a dvě hodiny ve II. ročníku, a konečně ve školním roce 1904/1905 byla zřízena samostatná katedra (sedmá) pro filozofii a fundamentální teologii.

#### Vedení semináře
Řízení semináře měl až do roku 1825 jediný rektor, kterému byl po ruce pro ekonomické záležitosti provisor. Biskup Milde odevzdal v roce 1825 duchovní vedení alumnů spirituálovi a dozor nad disciplínou vicerektorovi. 

#### Národnostní problematika alumnů
Počet alumnů (tzv. numerus fixus) byl v roce 1869 stanoven na 118. V letech 1870–1885 nebyl nikdy dosažen, ba stále klesal. V roce 1878 klesl až na 42 alumnů ve všech 4 ročnících. K vyplnění nastalých mezer v duchovní správě byl v roce 1891 povolen numerus fixus na pět let na 135 alumnů. Podle národností neodpovídal vždy počet alumnů poměru farností německých k českým (asi 2 : 1). V letech 1870–1890 bylo víc Čechů než Němců. Pro dorost schopných kandidátů německé národnosti přispíval vydatně biskupský seminář (konvikt) v Bohosudově u Teplic, založený v roce 1851. Správa tohoto biskupského malého semináře byla svěřena řádu Tovaryšstva Ježíšova (jezuité). Když pak po dvou letech trvání získal tento malý seminář (lat. Seminarium Minor) veřejnoprávní status, začalo přibývat německý mluvících kandidátů. Pro kandidáty z české části diecéze, kteří měli s němčinou obtíže a často téměř nerozuměli, z podnětu bývalého rektora litoměřického kněžského semináře ThDr. Kordače byl v Mladé Boleslavi založen „konvikt“, který byl vydržován „Podpůrným spolkem“ českého duchovenstva litoměřické diecéze za značné podpory biskupa Schöbla a biskupské konzistoře.

#### Konec semináře „u jezuitů“
Činnost semináře v bývalé jezuitské rezidenci a kostele ukončila II. světová válka. Na počátku dubna 1940 německé ozbrojené síly zabraly budovu semináře (jmenovitě objekt čp. 22 v Jezuitské ulici v Litoměřicích) pro své potřeby. Biskup Anton Weber, pro nějž seminář představoval stěžejní instituci, se rozhodl přenechat pro jeho účely svou vlastní litoměřickou biskupskou rezidenci (Dómské náměstí čp. 1) a sám našel útočiště v litoměřickém dominikánském klášteře. Nicméně ani v biskupské rezidenci nevydržel seminář dlouho, protože od jara 1941 byl do ní umístěn tábor pro děti z německých měst ohrožených bombardováním a německy mluvící seminaristé museli narukovat do armády. Většina z nich byla odeslána do bojů na východní frontě, odkud se málokdo vrátil živý.

### V letech 1953–1990

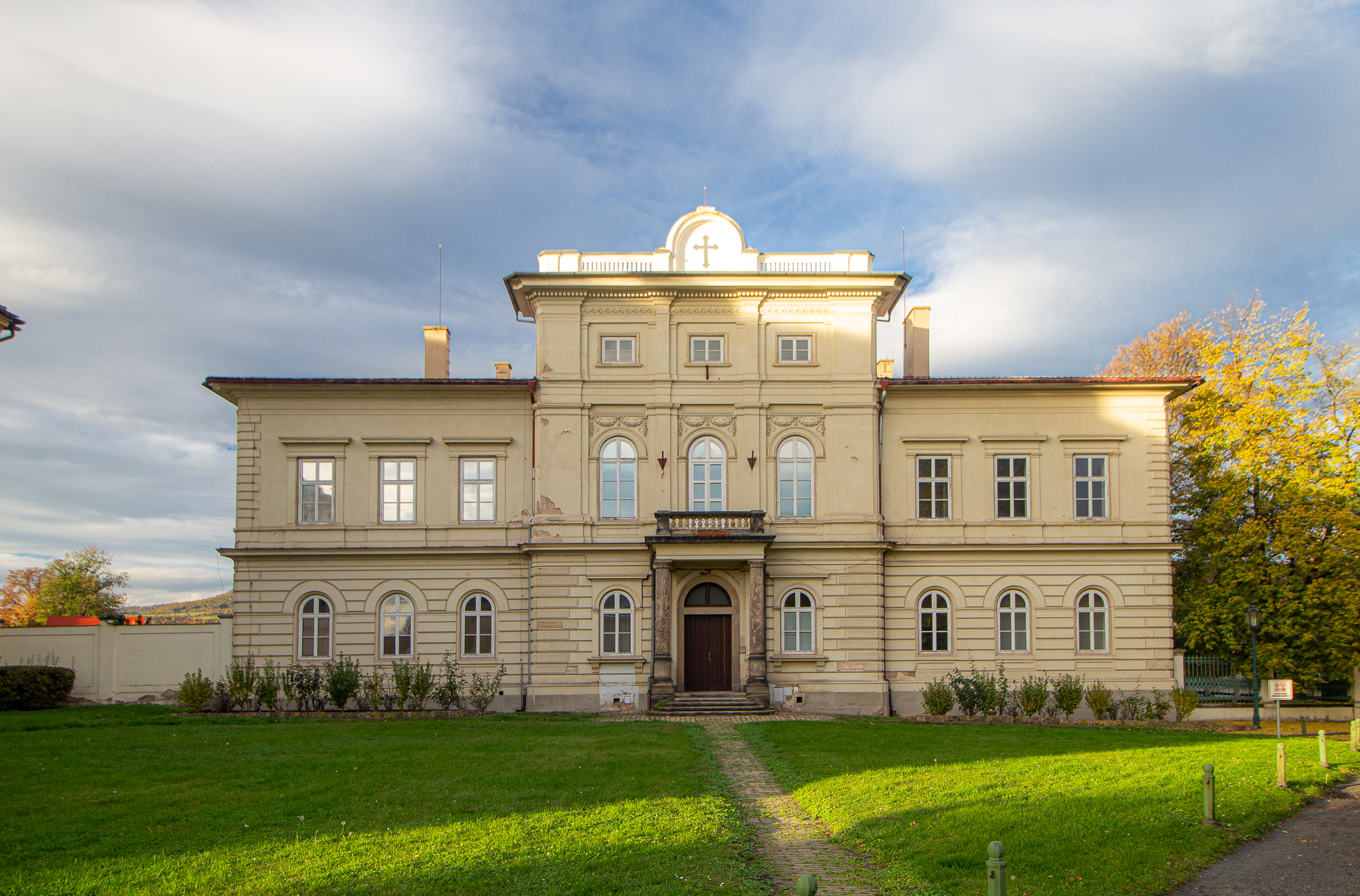
Budova kapitulního proboštství na Dómském nám. v Litoměřicích, v letech 1953–1990 CMBF

V roce 1953 se pražský arcibiskupský seminář spolu s teologickou fakultou přestěhoval do Litoměřic s názvem Cyrilometodějská katolická teologická fakulta v Praze – Litoměřicích. Po nějakou dobu bylo studium zkráceno na čtyři roky. Až do roku 1990 pak sídlil v Litoměřicích na Komenského ulici 4 (dnes DDKT) a také na Dómském náměstí čp. 3 a čp. 4 (poslední studijní ročník před kněžským svěcením).

### Teologický konvikt v letech 1990–2002

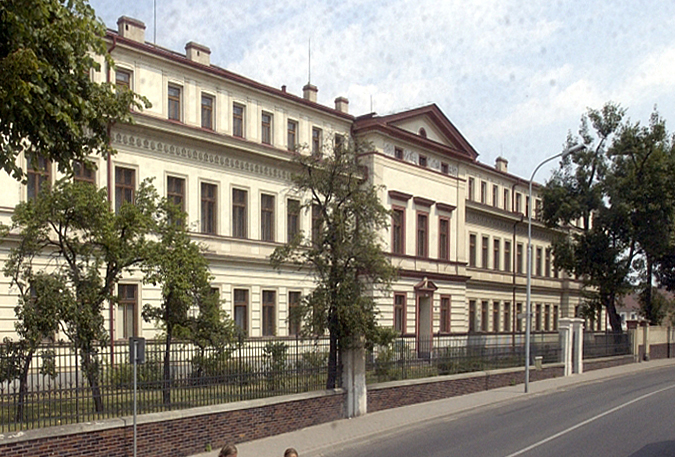
Budova Kněžského semináře a posléze Teologického konviktu v Litoměřicích na ulici Komenského 4, dnes Diecézní dům kard. Trochty

Po odchodu pražského arcibiskupského semináře z Litoměřic zpět do Prahy, byl v Litoměřicích na Komenského ulici čp. 4 zřízen tzv. nultý ročník semináře (propedeutikum) pod názvem Teologický konvikt, který byl určený pro kandidáty ze všech českých a moravských diecézí. Tento jednoroční institut přípravy kandidátů na studium ke kněžství představoval celkem 12 ročníků v letech 1990 až 2002. Rektorem litoměřického teologického konviktu byl po celou dobu Mons. František Koutný. V roce 2002 byl z rozhodnutí České biskupské konference přeložen do olomouckého semináře pod názvem Teologický konvikt Olomouc.
| Školní rok | Počet studentů |
| ---------- | -------------- |
| 1990–1991  | 54             |
| 1991–1992  | 61             |
| 1992–1993  | 73             |
| 1993–1994  | 66             |
| 1994–1995  | 42             |
| 1995–1996  | 51             |
| 1996–1997  | 70             |
| 1997–1998  | 58             |
| 1998–1999  | 48             |
| 1999–2000  | 51             |
| 2000–2001  | 27             |
| 2001–2002  | 34             |

## Direktoři teologického učiliště (Studium Theologicum Episcopale Litomericense)
- 1805–1815 Antonín Hirnle
- 1817 František Piller
- 1818–1831 František Xaver Faulhaber
- 1832 Augustin Hille
- 1833 vacat
- 1834 (1835–1860 vicerektor) Václav Kára
- 1861–1862 Josef Pfeifer
- 1866–1875 Josef Ackermann
- 1877–1888 Jan Řehák
- 1889–1901 Ferdinand Michl
- 1903–1908 vacat
- 1909 Raimund Fuchs
- 1911–1950 (?) ordinárius (diecézní biskup)

## Představení semináře

### Rektor
- 1818–1822 František Xaver Faulhaber (rektor biskupského semináře; latinský název instituce: Episcopale seminarium Dioecesanum)
- 1825–1831 Antonín Hille (rektor biskupského semináře)
- 1832–1834 Josef Lauermann (rektor biskupského semináře)
- 1835–1845 Josef Appelt (rektor biskupského semináře)
- 1846–1855 Stefan Vater (rektor biskupského semináře)
- 1856–1872 Ludvík Sommer (rektor biskupského semináře)
- 1873–1879 František Krajský (rektor biskupského semináře)
- 1880–1890 Ignác Löbel (rektor biskupského semináře)
- 1891–1905 František Kordač (rektor biskupského semináře)
- 1906–1933 František Albert (rektor biskupského semináře)
- 1934–1937 vacat (v těchto letech stál ve funkci prorektora František Wagner)
  - 1934 Joann Wiblinger (nar. 5.5.1872 Sohors., svěcení 1.1.1898) – Prokurátor a ekonom
- 1939–1944 Maximilian Wenzel (nar. 2.2.1902 Kosten., svěcení 11.7.1926, rektor biskupského semináře)
- 1950–1953 František Rabas (rektor biskupského semináře)
- 1960-1966 Jan Peprla (rektor kněžského semináře)
- 1966–1974 Josef Poul (rektor kněžského semináře)
- 1974–1982 Václav Červinka (rektor kněžského semináře)
- 1982–1986 Antonín Doležal (rektor kněžského semináře)
- 1986–1990 Vojtěch Cikrle (rektor kněžského semináře)
- 1990–2002 František Koutný (rektor Teologického konviktu)

### Praeses
- 1810–1815 František Winkler
- 1816–1821 Michal Josef Fessl
- 1822 Augustin Hille
- 1878–1888 Jan Řehák
- 1889–1901 Ferdinand Michl
- 1903–1908 vacat
- 1909–1918 Josef Kovář

### Vicerektor
- 1825–1829 Jan Pažout
- 1830–1831 František Weinolt
- 1832–1834 Josef Nečásek
- 1835–1842 Josef Pfeiffer
- 1843–1851 Antonín Arnold Řehák
  - (1848–1851 byl současně jmenován vicerektor substitutus Karel Kerka)
- 1852–1862 Karel Kerka
- 1866–1872 František Krajský
- 1873–1879 František Endler
- 1880–1888 Josef Bernat
- 1889–1890 František Kordač
- 1891–1893 Josef Pohl
- 1894–1899 František Albert
- 1900 Johann Schlenz
- 1901 František Reike
- 1903–1907 Adalbert Šanda
- 1908–1937 Robert Najman (nar. 4.1.1874 Kosmonosy, svěcení 10.3.1900)
- 1939–1944 vicerektor vacat
- 1975–1977 Karel Volejníček
- 1977–1981 Josef Bělohlav
- 1982–1987 Hynek Wiesner
- 1987–1990 František Koutný

### Spirituál
- 1825–1831 Josef Lauermann
- 1832–1845 Stefan Vater
- 1846–1848 Antonín Jakl
- 1849–1860 Samuel Sieber
- 1861–1879 Ignác Löbel
- 1880–1890 František Endler
- 1891–1901 Josef Kovář
- 1903–1913 František Reike
- 1914–1919 Václav Wirsig S.J. (1914-1920), (nar. 26.1.1857 Václavice, svěcení 29.7.1888)
- 1920 Franz Krus S.J. (1920-1921), (nar. 28.6.1871 Dobrá, svěcení 28.10.1896)
- 1921 Konrád Pohl S.J. (1921-1922), (nar. 24.9.1867 Kreuzburg (Něm.), svěcení 25.7.1900)
- 1922–1925 Michael Trissl S.J. (1922-1927), (nar. 8.8.1860 Beidl (Něm.), svěcení 21.6.1885)
  - 1927–1933 Joann Nep. Scherb S.J. (Pomocný spirituál 1927-1933), (nar. 22.4.1871 Deutsch-Beneschau, svěcení 26.7.1901)
- 1928–1933 Alexander Ten Brink S.J., (nar. 16.12.1876 Chomutov, svěcení 15.5.1908)
- 1934–1937 Adalbert Perner, (nar. 3.6.1901 Strahl, svěcení 6.7.1930)
- 1938–1939 Max Wenzel, (nar. 2.2.1902 Kosten., svěcení 11.7.1926)
- 1939–1944 Heinrich Röttgen P.S.M., (nar. 20.2.1890 Friesheim (Něm.), svěcení 12.7.1920)
- vacat (od roku 1944)
- 1952–1970 Karel Sahan
- 1967–1970 Josef Hermach
- 1970–1974 Josef Koukl
- 1971–1975 Josef Knödl
- 1975–1982 František Opletal
- 1983-1989 Marek Mayer, OFMCap.
- 1987–1993 Jan Kutáč (Kněžský seminář/Teologický konvikt)
- 1993–1994 Bernard Drahoslav Říský, OFM (Teologický konvikt)
- 1994–1995 Pavel Jančík (Teologický konvikt)
- 1995–1999 Václav Slouk (Teologický konvikt)
- 1999–2002 Jindřich Kotvrda (Teologický konvikt)

## Významní absolventi litoměřického kněžského semináře

### Biskupové
- Augustin Bartoloměj Hille, biskup litoměřický (1832–1865)
- Antonín Ludvík Frind, biskup litoměřický (1879–1881)
- Karel Boromejský Hanl, biskup královéhradecký (1832–1874)
- Petr Krejčí, kanovník a světící biskup u sv. Víta v Praze (zemřel 1870)
- Václav Frind, probošt a světící biskup u sv. Víta v Praze

V sousedním Sasku se stali apoštolskými vikáři a titulárními biskupy:
- Ignaz Bernhard Mauermann (1786–1841)
- Franz Laurenz Mauermann, bratr I.B. Mauermanna (1780–1845)
- Josef Dittrich, vynikající pedagog a spisovatel lužických Srbů (1794–1853)

### Opati
Opaty řádu cisterciáků v Oseku se stali:
- Athanasius Bernhard (1853–1875)
- Salesius Mayer (1875–1876)
- Meinrad Siegl (1886– asi 1930)

### Univerzitní profesoři a veřejně činné osoby
- dr. Franz Martin Schindler (dvorní rada) ve Vídni
- Josef Jüstel, c.k. státní a konferenční rada ve Vídni, který jako poslední neresidenciální probošt vyšehradské kapituly svým univerzálním dědicem ustanovil biskupský chlapecký seminář v Bohosudově (Mariaschein)
- Antonín Krombholz, c.k. dvorní a odborný rada na ministerstvu kultu a vyučování
- Jan Maresch, c.k. zemský školní inspektor